# Ramon Berenguer I
|  | Per a altres significats, vegeu «Ramon Berenguer I d'Empúries». |

Ramon Berenguer I (català: Ramon Berenguer I el Vell)  (1023 - Barcelona, 26 de maig de 1076) dit el Vell,  fou comte de Barcelona, Girona (1035 - 1076), Osona (1054 - 1076), Carcassona i Rasès (1067 - 1076). Fou nomenat Hispaniae subjugator en els Usatges de Barcelona, «Apoderador d'Hispània» en antigues cròniques i annals, i «Defensor i mur del poble cristià» (Propugnator et murus christiani populi) (Europa).

## Família
Fill de Berenguer Ramon I de Barcelona i de Sança de Castella.
|  |                                            |  |  |  |  |  |  |  |  |  |  |  |  |  |  |  |
|  | Sunyer I de Barcelona                      |  |  |  |  |  |  |  |  |  |  |  |  |  |  |  |
|  |                                            |  |  |  |  |  |  |  |  |  |  |  |  |  |  |  |
|  |                                            |  |  |  |  |  |  |  |  |  |  |  |  |  |  |  |
|  | Borrell II de Barcelona                    |  |  |  |  |  |  |  |  |  |  |  |  |  |  |  |
|  |                                            |  |  |  |  |  |  |  |  |  |  |  |  |  |  |  |
|  |                                            |  |  |  |  |  |  |  |  |  |  |  |  |  |  |  |
|  | Riquilda de Tolosa                         |  |  |  |  |  |  |  |  |  |  |  |  |  |  |  |
|  |                                            |  |  |  |  |  |  |  |  |  |  |  |  |  |  |  |
|  |                                            |  |  |  |  |  |  |  |  |  |  |  |  |  |  |  |
|  | Ramon Borrell I de Barcelona               |  |  |  |  |  |  |  |  |  |  |  |  |  |  |  |
|  |                                            |  |  |  |  |  |  |  |  |  |  |  |  |  |  |  |
|  |                                            |  |  |  |  |  |  |  |  |  |  |  |  |  |  |  |
|  | Ramon III de Tolosa                        |  |  |  |  |  |  |  |  |  |  |  |  |  |  |  |
|  |                                            |  |  |  |  |  |  |  |  |  |  |  |  |  |  |  |
|  |                                            |  |  |  |  |  |  |  |  |  |  |  |  |  |  |  |
|  | Letgarda de Tolosa                         |  |  |  |  |  |  |  |  |  |  |  |  |  |  |  |
|  |                                            |  |  |  |  |  |  |  |  |  |  |  |  |  |  |  |
|  |                                            |  |  |  |  |  |  |  |  |  |  |  |  |  |  |  |
|  | Garsinda                                   |  |  |  |  |  |  |  |  |  |  |  |  |  |  |  |
|  |                                            |  |  |  |  |  |  |  |  |  |  |  |  |  |  |  |
|  |                                            |  |  |  |  |  |  |  |  |  |  |  |  |  |  |  |
|  | Berenguer Ramon I de Barcelona (el Corbat) |  |  |  |  |  |  |  |  |  |  |  |  |  |  |  |
|  |                                            |  |  |  |  |  |  |  |  |  |  |  |  |  |  |  |
|  |                                            |  |  |  |  |  |  |  |  |  |  |  |  |  |  |  |
|  | Arnau I de Comenge                         |  |  |  |  |  |  |  |  |  |  |  |  |  |  |  |
|  |                                            |  |  |  |  |  |  |  |  |  |  |  |  |  |  |  |
|  |                                            |  |  |  |  |  |  |  |  |  |  |  |  |  |  |  |
|  | Roger I de Carcassona                      |  |  |  |  |  |  |  |  |  |  |  |  |  |  |  |
|  |                                            |  |  |  |  |  |  |  |  |  |  |  |  |  |  |  |
|  |                                            |  |  |  |  |  |  |  |  |  |  |  |  |  |  |  |
|  | Arsenda de Carcassona                      |  |  |  |  |  |  |  |  |  |  |  |  |  |  |  |
|  |                                            |  |  |  |  |  |  |  |  |  |  |  |  |  |  |  |
|  |                                            |  |  |  |  |  |  |  |  |  |  |  |  |  |  |  |
|  | Ermessenda de Carcassona                   |  |  |  |  |  |  |  |  |  |  |  |  |  |  |  |
|  |                                            |  |  |  |  |  |  |  |  |  |  |  |  |  |  |  |
|  |                                            |  |  |  |  |  |  |  |  |  |  |  |  |  |  |  |
|  | Bernat II de Melguèlh                      |  |  |  |  |  |  |  |  |  |  |  |  |  |  |  |
|  |                                            |  |  |  |  |  |  |  |  |  |  |  |  |  |  |  |
|  |                                            |  |  |  |  |  |  |  |  |  |  |  |  |  |  |  |
|  | Adelaida de Melguèlh                       |  |  |  |  |  |  |  |  |  |  |  |  |  |  |  |
|  |                                            |  |  |  |  |  |  |  |  |  |  |  |  |  |  |  |
|  |                                            |  |  |  |  |  |  |  |  |  |  |  |  |  |  |  |
|  | Senegunda                                  |  |  |  |  |  |  |  |  |  |  |  |  |  |  |  |
|  |                                            |  |  |  |  |  |  |  |  |  |  |  |  |  |  |  |
|  |                                            |  |  |  |  |  |  |  |  |  |  |  |  |  |  |  |
|  | Ramon Berenguer I de Barcelona (el Vell)   |  |  |  |  |  |  |  |  |  |  |  |  |  |  |  |
|  |                                            |  |  |  |  |  |  |  |  |  |  |  |  |  |  |  |
|  |                                            |  |  |  |  |  |  |  |  |  |  |  |  |  |  |  |
|  | Ferran González                            |  |  |  |  |  |  |  |  |  |  |  |  |  |  |  |
|  |                                            |  |  |  |  |  |  |  |  |  |  |  |  |  |  |  |
|  |                                            |  |  |  |  |  |  |  |  |  |  |  |  |  |  |  |
|  | Garcia I de Castella                       |  |  |  |  |  |  |  |  |  |  |  |  |  |  |  |
|  |                                            |  |  |  |  |  |  |  |  |  |  |  |  |  |  |  |
|  |                                            |  |  |  |  |  |  |  |  |  |  |  |  |  |  |  |
|  | Sança de Pamplona                          |  |  |  |  |  |  |  |  |  |  |  |  |  |  |  |
|  |                                            |  |  |  |  |  |  |  |  |  |  |  |  |  |  |  |
|  |                                            |  |  |  |  |  |  |  |  |  |  |  |  |  |  |  |
|  | Sanç I Garcia de Castella                  |  |  |  |  |  |  |  |  |  |  |  |  |  |  |  |
|  |                                            |  |  |  |  |  |  |  |  |  |  |  |  |  |  |  |
|  |                                            |  |  |  |  |  |  |  |  |  |  |  |  |  |  |  |
|  | Ramon III de Ribagorça                     |  |  |  |  |  |  |  |  |  |  |  |  |  |  |  |
|  |                                            |  |  |  |  |  |  |  |  |  |  |  |  |  |  |  |
|  |                                            |  |  |  |  |  |  |  |  |  |  |  |  |  |  |  |
|  | Ava de Ribagorça                           |  |  |  |  |  |  |  |  |  |  |  |  |  |  |  |
|  |                                            |  |  |  |  |  |  |  |  |  |  |  |  |  |  |  |
|  |                                            |  |  |  |  |  |  |  |  |  |  |  |  |  |  |  |
|  | Garsenda d'Armanyac                        |  |  |  |  |  |  |  |  |  |  |  |  |  |  |  |
|  |                                            |  |  |  |  |  |  |  |  |  |  |  |  |  |  |  |
|  |                                            |  |  |  |  |  |  |  |  |  |  |  |  |  |  |  |
|  | Sança de Castella                          |  |  |  |  |  |  |  |  |  |  |  |  |  |  |  |
|  |                                            |  |  |  |  |  |  |  |  |  |  |  |  |  |  |  |
|  |                                            |  |  |  |  |  |  |  |  |  |  |  |  |  |  |  |
|  | Salvador Pérez de Castella                 |  |  |  |  |  |  |  |  |  |  |  |  |  |  |  |
|  |                                            |  |  |  |  |  |  |  |  |  |  |  |  |  |  |  |
|  |                                            |  |  |  |  |  |  |  |  |  |  |  |  |  |  |  |
|  | Urraca Salvadórez                          |  |  |  |  |  |  |  |  |  |  |  |  |  |  |  |
|  |                                            |  |  |  |  |  |  |  |  |  |  |  |  |  |  |  |
|  |                                            |  |  |  |  |  |  |  |  |  |  |  |  |  |  |  |

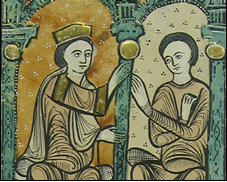
Ramon Berenguer i Almodis.

El 1039 es casà amb Elisabet de Nimes, d'origen francès. Tingueren:
- Berenguer de Barcelona (d. 1040 -a. maig 1045), mort infant.
- Arnau de Barcelona (d. 1040 -a. maig 1045), mort infant.
- Pere Ramon de Barcelona (? -a 1071), educat per a ser el comte successor, va haver de fugir després d'assassinar la seva madrastra Almodis.[8]

El 1051 es casà amb Blanca de Narbona, filla de Llop Ató Zuberoa i Ermengarda de Narbona. Fou repudiada l'any següent sense tenir descendència.
El 1056 es casà, en terceres núpcies, amb Almodis de la Marca, filla de Bernat I comte de la Marca. Tingueren:
- la infanta Agnès de Barcelona (v 1056-d 1071), casada el 1070 amb el comte Guigó II d'Albon (o VII)
- l'infant Ramon Berenguer II (1053 - 1082), comte de Barcelona
- l'infant Berenguer Ramon II (1053 - 1097), comte de Barcelona
- la infanta Sança de Barcelona (v 1076 - 1095), casada en segones núpcies, vers el 1069, amb Guillem I de Cerdanya, comte de Cerdanya i Berga

## Crisi del poder comtal

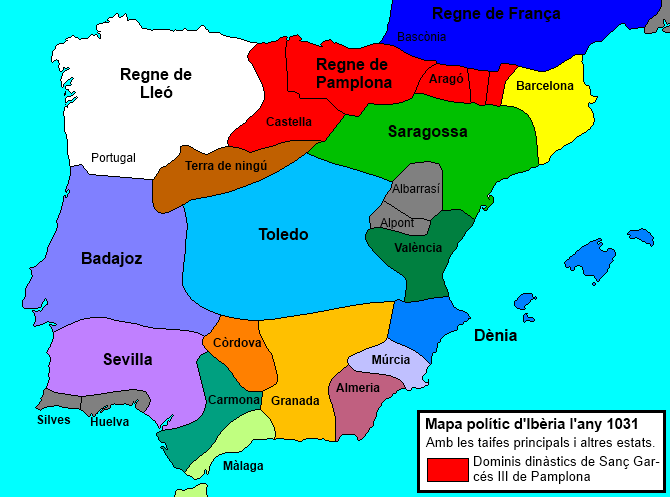
La península Ibèrica a l'any 1031.

D'ençà de la mort del comte Ramon Borrell (1017), als comtats de Barcelona, Girona i Osona s'hi havia instaurat el cogovern de la seva vídua, la comtessa Ermessenda de Carcassona (1017-1057), i de llur fill Berenguer Ramon I (1017-1035). A la seva mort (1035), Berenguer Ramon I va repartir els seus dominis entre els seus tres fills; Guillem (1035-1054) fou comte d'Osona, Ramon Berenguer I (1035-1076) va obtenir Girona i Barcelona, excepte l'extrem sud, entre el Llobregat i la frontera amb l'islam, que, constituït en comtat de Penedès fou per a Sanç (1035-1049); aquests tres hereus, com que eren menors d'edat, quedaren sota la tutela de la seva àvia Ermessenda, l'única representant efectiva del poder comtal a Barcelona, Girona, Osona i el Penedès entre 1035 i 1041.
Arran del descrèdit del poder comtal durant el cogovern de Berenguer Ramon I (1017-1035) i Ermessenda (1017-1057), a Barcelona-Girona-Osona, especialment al Penedès, àrea de frontera amb l'Islam, els nobles, prescindint totalment de la potestas del comte, prengueren ells mateixos el control de les fortaleses de les quals disposaven per alienar-les o infeudar-les com si fossin de la seva propietat, això és, sense la supervisió de la cúria comtal. Entre aquests aristòcrates castrals, antics veguers esdevinguts senyors, al Penedès destaca Mir Geribert, amb influències a Barcelona com a cosí del vescomte Udalard II (1041 - 1077) i del bisbe Guislabert (1034 - 1066), en un moment en què, pel seu domini del Castell Vell, a prop de l'antic aqüeducte, i del Castell Bisbal, la família vescomtal controla dues de les quatre torres del recinte emmurallat, a més del Castell del Port, a Montjuïc, des d'on es domina tota la ciutat i la badia. A l'àrea de frontera, a més, Mir Geribert posseeix els castells de Subirats i el de la Vit, heretats dels seus pares cap a 1030, la fortalesa de Ribes, que va concedir-li el seu cosí el bisbe Guislabert I de Barcelona, i la castellania de Sant Martí Sarroca adquirida per enllaç matrimonial. Essent el més poderós dels barons del Penedès, cap a 1035, quan la mort i el testament de Berenguer Ramon I acabà d'esfondrar el poder comtal, per marcar la seva autoritat, Mir Geribert es donà el títol de príncep d'Olèrdola.
Els nobles del Penedès, aplegats al voltant del seu líder, Mir Geribert, són contraris al poder comtal perquè aquest manté la pau amb l'Islam, la qual, si pot resultar beneficiosa per als comerciants barcelonins i per al comte, per les paries o tributs dels reis taifes musulmans, és completament ruïnosa per als aristòcrates, que només poden accedir a l'or àrab mitjançant la guerra i el botí. Els barons penedesencs tampoc no accepten que el comte de Barcelona atorgui privilegis de franquesa, o sigui, de garantia de llibertat i de seguretat de béns, a les comunitats pageses, perquè això limita la possibilitat d'imposar el ban senyorial als camperols. Per aquesta raó, abolint pel seu compte les franqueses, i concedint, en acte de sobirania, als seus castlans el dret d'imposar tributs als homes lliures de la castellania, Mir Geribert afirmava la seva condició de cabdill dels nobles feudals. Un altre greuge dels barons penedesencs contra el poder comtal era el seu suport a les pretensions del monestir de Sant Cugat del Vallès, el qual, basant-se en unes concessions que, dos-cents anys enrere, li havia fet Lluís el Pietós, es proclamava propietari de grans dominis territorials a l'àrea de frontera; llavors, quan algun intent de colonització, dirigit per un noble castellà mitjançant el sistema de quadres, reeixia, el monestir reclamava els seus drets sobre l'indret exhibint davant dels jutges dels tribunals comtals els pergamins de Lluís el Pietós, gràcies als quals, els monjos aconseguien sempre sentències favorables en els plets contra els clans aristocràtics, com ara la família vescomtal o els castellans de Sant Martí Sarroca; per això, algunes famílies nobles, com els Cervelló, decidiren prescindir dels tribunals, on sempre hi tenien les de perdre, i emparar-se per la força dels béns de l'abadia.
El rebuig dels nobles a l'autoritat comtal els dugué a una enemistat irreductible amb Ermessenda, única titular efectiva de la potestas a Barcelona-Girona-Osona després de la mort del seu fill Berenguer Ramon I (1035) i durant la minoria d'edat dels seus nets Ramon Berenguer I, Sanç i Guillem. La comtessa s'envoltà d'un equip de curials –grans dignataris de cort- com ara el seu germà mateix Pere, bisbe de Girona, l'abat Oliba, el jutge Ponç Bonfill March o nobles relacionats amb l'administració comtal com ara Amat Elderich d'Orís i Gombau de Besora, amb vinculacions amb una àrea, la part septentrional del comtat d'Osona, on les transformacions socials no havien estat tan profundes com a la zona fronterera del Penedès. Ermessenda i els seus curials es comprometeren, doncs, en la defensa de la potestas comtal i de la legalitat vigent en contra de les usurpacions dels nobles feudals.
Entre aquests dos bàndols enfrontats –el de Mir Geribert i el d'Ermessenda- a més de diferències ideològiques o interessos contraposats, hi ha, com explica Pierre Bonnassie a Catalunya mil anys enrere un fet generacional: Mir Geribert i els seus barons són joves, motiu pel qual, no havent viscut l'esplendorosa època de Borrell II (948 - 992) i Ramon Borrell (992 - 1017) sinó només la ineptitud de Berenguer Ramon I i l'autoritarisme odiós i estèril d'Ermessenda, les idees de la potestas comtal i de respecte a la llei escrita, continguda en el Liber Iudiciorum, els resultaven no sols incòmodes, sinó també incomprensibles, ja que, per a ells, no hi havia més normes de relacions socials que les convenientiae, els juraments i les infeudacions; per la seva banda, els adversaris dels barons feudals, persones que han viscut el gran moment de l'autoritat comtal de finals del segle x, són vells: el 1040, Ermessenda, nascuda el 975, té seixanta-cinc anys, l'abat Oliba, nat el 971, seixanta-nou, la mateixa edat que deurien tenir Gombau de Besora i Amat Elderich d'Orís; per a tots ells, doncs, la potestas comtal, la justícia pública i el dret del Liber Iudiciorum no són elements d'un passat llunyà, sinó coses vives i presents la continuïtat de les quals cal defensar.

## L'actuació de Ramon Berenguer I
En aquesta situació, amb dos bàndols clarament delimitats, el fet generacional condicionarà l'actuació de Ramon Berenguer I (1035 - 1076) qui, el 1041, arribat a la majoria d'edat, va començar a exercir efectivament les seves funcions. Si per la seva condició de comte, li hauria correspost alinear-se amb el grup de la seva àvia Ermessenda, per edat, Ramon Berenguer I pertany a la generació de Mir Geribert i els seus barons, i, doncs, pensa com ells. Per això, el projecte polític de Ramon Berenguer I serà, naturalment, el d'imposar-se als barons rebels però no pas, tal com defensaven Ermessenda i els seus curials, sobre la base de retornar a l'ordre vigent en temps del seu avi Ramon Borrell, a qui el jove comte ni tan sols havia arribat a conèixer, sinó d'acceptar les noves pràctiques feudals, les quals, per a Ramon Berenguer I, nascut vers 1023, havien existit de tota la vida. Per això, en tot el procés de lluites que a Barcelona, Girona i Osona es patirà entre 1041 i 1059, en alguns casos, Ermessenda arribarà a posicionar-se contra el seu net.
A causa del fet generacional abans esmentat, Ramon Berenguer I es va mantenir equidistant dels dos bàndols constituïts. El 1041, per recuperar el comtat de Girona, cedit a Ermessenda a canvi de l'alliberament de la seva tutela, el comte, no repugnant-li, a diferència de la seva àvia, les pràctiques feudals, no va dubtar a aliar-se amb Mir Geribert, qui es posà al servei del comte, a canvi del reconeixement de la seva posició de domini a la frontera; Ramon Berenguer I sacrificava, doncs, la posició del seu germà el comte Sanç de Penedès.

## Les revoltes nobiliàries
Poc després, però, un cop s'hagué apoderat del comtat en poder de la seva àvia, reconstruint així l'eix Barcelona - Girona, base de la força de la nissaga comtal, Ramon Berenguer I es reconcilià amb Ermessenda. Sentint-se traïts, els barons feudals van iniciar una revolta, desertant en massa de la host comtal, reunida per atacar Ramon Guifré de Cerdanya; paral·lelament, a Barcelona, el 1044, amb el propòsit d'imposar la seva senyoria banal a la ciutat, el bisbe Guislabert i el vescomte Udalard II intentaren un cop d'Estat, arribant, fins i tot, a apedregar el palau comtal; la temptativa va fracassar gràcies al suport de la massa urbana cap al poder comtal, única garantia de continuïtat de les franqueses de Barcelona pactades amb Berenguer Ramon I el 1025. Ramon Berenguer I va poder imposar-se als rebels, i després d'una sentència emesa contra ells per un tribunal sota presidència de l'abat Oliba (1044), Guislabert de Barcelona hagué de jurar, contra tota versemblança, no haver pres part en la sedició i a més, cedir en penyora el castell bisbal, com també fou requerit a pagar el preu de la seva investidura episcopal que encara no havia satisfet, i, per la seva banda, Udalard II hagué d'indemnitzar Ramon Berenguer I amb dues-centes unces d'or, com també fou obligat a posar el Castell Vell a disposició del comte.

## Enfrontament amb Ermessenda

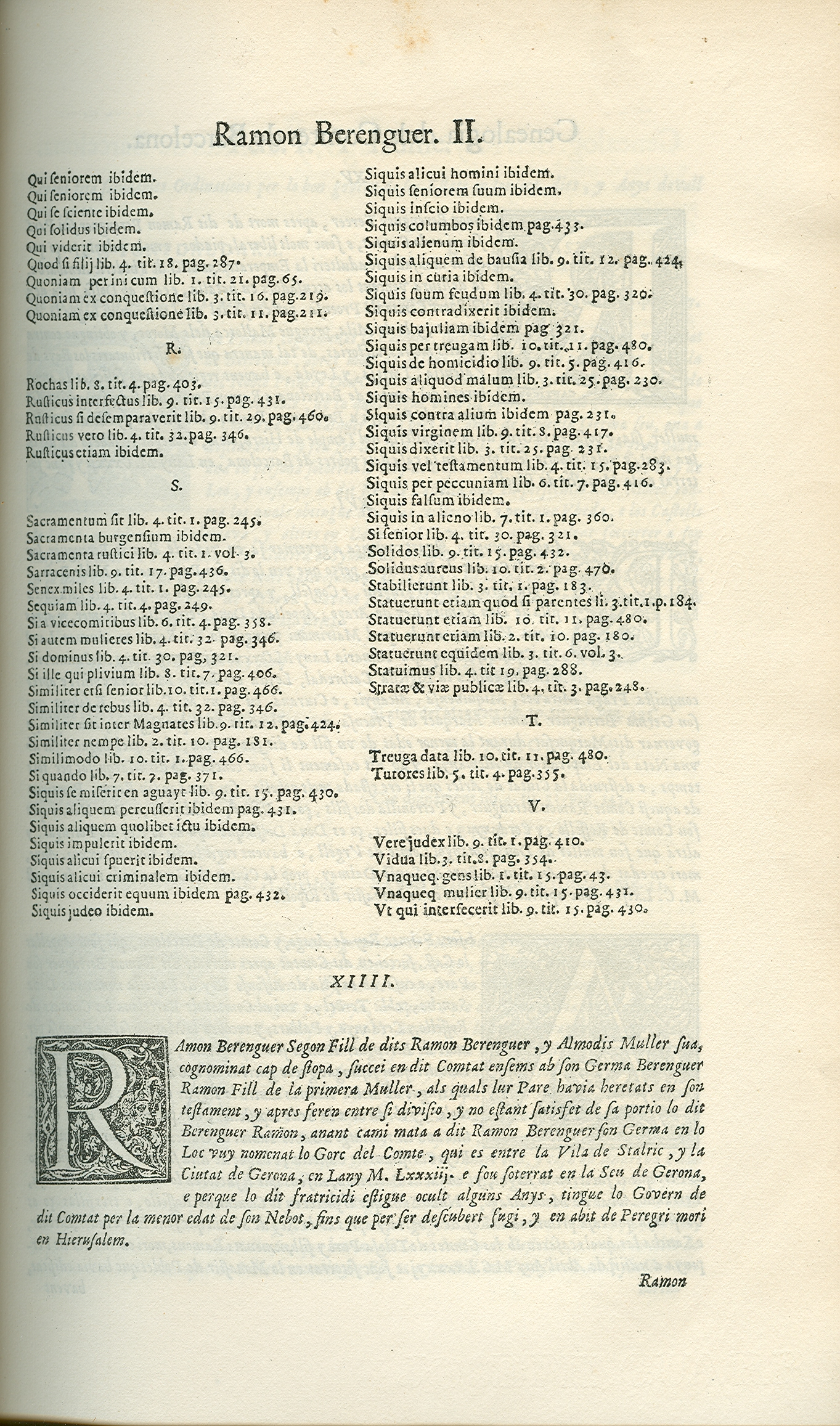
Genealogia de Ramon Berenguer II

Si Ramon Berenguer I va poder dominar la situació a Barcelona, no fou només pel suport de la massa urbana, contrària al ban que pretenia imposar-hi el clan vescomtal, sinó també per l'ajuda d'Ermessenda la qual, però, com que no es refiava del seu net, massa propens a entendre's amb la noblesa feudal, va condicionar el seu suport al comte al casament de Ramon Berenguer I amb Blanca de Narbona, dona de confiança d'Ermessenda. En el seu govern, el comte no seguia les directrius de la seva àvia d'aconsellar-se dels jutges i dels prelats, sinó que resolia les seves relacions amb la noblesa mitjançant juraments i convenientiae, i no pas d'acord amb la llei, per això, va començar a crear-se una tibantor entre Ermessenda i el seu net, que arribà a la ruptura total el 1052, quan Ramon Berenguer I va prendre la decisió de repudiar Blanca de Narbona i casar-se amb Almodis de la Marca; Emressenda va moure les seves influències entre les jerarquies eclesiàstiques fins que, el 1056, va aconseguir del Papa Víctor II i dels arquebisbes de Narbona i d'Arles una sentència d'excomunió contra Ramon Berenguer I i Almodis de la Marca, per adulteri, ja que aquesta, per unir-se a Ramon Berenguer, havia abandonat el seu anterior marit, el comte de Tolosa.
Mentrestant, al comtat del Penedès, Ramon Berenguer I, tot i haver-hi enfortit la seva posició el 1049 amb la renúncia, a canvi de diners, del seu germà Sanç al comtat, no aconseguia imposar-se als fidels de Mir Geribert els quals, entre 1049 i 1052, havien comés delictes contra la potestas comtal, com ara suprimir les franqueses que a Olèrdola, i també al Vallès, havia atorgat el comte; igualment, els nobles feudals havien perpetrat una traïció, el 1051, intentant induir els reis musulmans de Lleida i Tortosa a no pagar les paries que el comte els havia imposats, després de les seves victorioses campanyes de 1049-50; el 1052, un tribunal havia condemnat Mir Geribert, en rebel·lia, ja que l'acusat no hi havia comparegut, a reparar les il·legalitats comeses, però el príncep d'Olèrdola va poder aprofitar la feblesa del comte, enfrontat amb Ermessenda pel matrimoni amb Almodis de la Marca, per fer cas omís de la sentència i continuar la revolta.
L'excomunió de 1056 va significar un cop molt dur a l'autoritat de Ramon Berenguer I, que Mir Geribert va aprofitar per estendre les seves rapinyes i pillatges no sols al Vallès, sinó a Osona i tot, on s'apoderà de l'herència del seu sogre, Gombau de Besora; per altra banda, el comte Guillem II de Besalú va trencar un compromís de matrimoni amb la germana d'Almodis i es disposà a entrar, juntament amb Roger, comte de Foix i de Carcassona, nebot d'Ermessenda, en una coalició que la vella comtessa pretenia dirigir contra el seu net.

## L'abdicació d'Ermessenda
La situació política es capgirà, tanmateix, a favor de Ramon Berenguer I. El 1057, Ermessenda, havent vist dissolt el seu grup de confiança per la mort dels seus principals consellers: l'abat Oliba el 1046, el bisbe Pere de Girona el 1050, poc després Gombau de Besora; i, comprenent, potser, que, al capdavall, la seva actuació no feia més que perjudicar el seu net i afavorir els barons feudals rebels, va decidir vendre tots els seus drets a Ramon Berenguer I i Almodis, per mil unces d'or, així com va comprometre's a intercedir davant la Santa Seu per aixecar les excomunions. Després de quaranta anys d'haver estat una figura clau en l'evolució política de Barcelona - Girona - Osona, Ermessenda es retirà i morí, mesos després, l'1 de març de 1058.

## La victòria de Ramon Berenguer I
Ramon Berenguer I, malgrat tot, el 1054, havia obtingut un important èxit amb la compra, al seu germà Guillem d'Osona, dels seus drets sobre el comtat d'Osona; tanmateix, no havia pogut actuar amb fermesa al Penedès a causa el conflicte amb Ermessenda; per això, després de l'abdicació de la seva àvia, el 1058 el comte, gràcies a l'oportunitat de guanys i de botí d'un atac que ell havia preparat contra el regne de Saragossa, va aconseguir el retorn d'una gran part dels clans nobiliaris al seu seguici, abandonant el cabdill rebel; llavors, va dirigir una expedició contra el Penedès, i Mir Geribert hagué d'exiliar-se a Tortosa, d'on tornà l'any següent per sotmetre's a l'autoritat de Ramon Berenguer I. Així, el comte va aconseguir imposar el seu poder a tot el territori de Barcelona - Girona - Osona, reunificat de nou sota el seu domini.

## La lluita contra l'Islam
Si, a diferència dels altres comtes, Ramon Berenguer I de Barcelona va aconseguir imposar-se del tot als nobles rebels dels seus dominis, fou en gran part perquè, malgrat la crisi del poder comtal a causa de la sedició aristocràtica, el comte de Barcelona va aconseguir mantenir la iniciativa en la lluita contra el veí musulmà, i així va aconseguir imposar el pagament de paries -tributs- als estats àrabs de Lleida, el 1046, i Tortosa, el 1052.
El 1058, va acordar amb Ermengol III dirigir un atac contra Àhmad ibn Sulayman al-Múqtadir, emir de Saraqusta, resultant amb la presa d'Estanya i Pilzà qui, a part de no ser tributari, amb la seva política expansionista, inquietava l'emir de Lleida, aliat i protegit, a canvi del pagament de paries, del comte de Barcelona. L'acord es va ampliar en 1062 per atacar també l'emirat de Làrida.
La lluita contra Saragossa, perllongada fins a 1062, ultra restablir l'autoritat del comte sobre la noblesa i imposar al rei Muqtadir el pagament de paries a Barcelona, va permetre a Ramon Berenguer I conquerir, a la Baixa Ribagorça, Pilçà, Puig-roig, Estopinyà i Canyelles, el 1063, com també, consolidar el domini sobre Tàrrega, Forés i les Oluges, ocupades el 1058; així doncs, el comte orientava la política d'expansió a costa de l'islam en la direcció ponentina, tot deixant de banda l'àrea meridional, on, després d'haver fet repoblar Tamarit el 1050-51, no va dur a terme cap intent d'apoderar-se de Tarragona, situada a només vuit quilòmetres de les posicions cristianes. Ramon Berenguer I volia mantenir l'aliança amb Tortosa, sotmesa a tribut, i, tal com explica Ferran Soldevila, apoderar-se de territoris per on haurien pogut expansionar-se els comtats de Pallars, Urgell o Cerdanya, els quals quedaren així encerclats per dominis del comte de Barcelona, com també, sostreure aquesta zona occidental dels comtats catalans a la possible influència dels reis d'Aragó.

## El comte i la noblesa
Ramon Berenguer I, un cop vençut Mir Geribert, mort el 1060, un any després d'haver-se sotmès al comte, i disposant de grans sumes d'or pagades pels reis musulmans veïns, va poder restablir la seva autoritat sobre els nobles de Barcelona, Girona i Osona mitjançant una política de reconciliació. El comte cridà cadascun dels caps dels llinatges aristocràtics a comparèixer davant dels seus tribunals, on el baró era condemnat per rebel·lia i li era imposada una multa, sovint simbòlica. Acatant la sentència, el noble aconseguia ser readmès al cercle dels fidels del comte. Ramon Berenguer I s'assegurava la fidelitat de cada baró, no pas ressituant-lo en la condició de delegat de la potestas del comte, sinó imposant-li la concertació de convenientiae on s'establia el comte com a senyor eminent de les fortaleses controlades pel baró; el cap nobiliari doncs, quedava obligat a retre el castell a Ramon Berenguer I, permetent-li entrar-hi i fer-hi estada sempre que el comte li ho sol·licités; finalment, Ramon Berenguer I consolidava el seu domini sobre les fortificacions del noble, fent-se jurar fidelitat també pels castlans, els comandants de les guarnicions de la fortaleses.
En alguns casos, però, el comte no en tingué prou fent-se reconèixer senyor eminent del castrum, i va voler esdevenir-ne propietari, ja fos exigint-ho, com feu a Barcelona amb el castell de Montjuïc, controlat per Mir Geribert, o per compra: entre 1063 i 1067, pagant-los amb l'or de les paries musulmanes, Ramon Berenguer I i la seva muller Almodis adquiriren, als llinatges més rics i deslleials de la zona, onze castells termenats al Penedès, epicentre de la revolta feudal.
L'èxit d'aquesta política de reconciliació amb la noblesa fou tan gran que, entre 1060 i 1070, subscrigueren pactes de dependència envers el comte les famílies nobles més destacades: els Gurb-Queralt i els Orís a Osona, els Cervelló a Barcelona, els Cervià-Celrà a Girona, com també les cases vescomtals de Barcelona, Cabrera (Girona) i Cardona (Osona); en aquests pactes, conclosos sota forma de convenientiae, Ramon Berenguer I sempre hi establia l'obligació dels magnats de reconèixer la seva autoritat i mantenir-s'hi fidels a tot arreu dels seus dominis, descrits minuciosament als documents: els quatre comtats de Barcelona, Girona, Osona i Manresa, els tres bisbats de Barcelona, Girona i Vic, les cinc ciutats de Barcelona, Vic, Manresa, Girona i Cardona, i els castells conquerits a la Baixa Ribagorça. A més, els nobles no havien d'intentar mai d'apoderar-se dels tributs dels reis taifes.

## La situació de la pagesia
A Barcelona - Girona - Osona, tal com s'ha vist, el poder comtal, restaurat per Ramon Berenguer I a partir de 1060, es basà no pas en la submissió total de la noblesa, sinó en el pacte i la negociació del comte amb els caps dels llinatges aristocràtics. Les conseqüències socials d'aquest pacte, seguint Bonnassie, es dedueixen de la comparació dels continguts de les dues sentències, dictades pels tribunals de Ramon Berenguer I contra Mir Geribert, l'una el 1052 i l'altra el 1059.
Una de les il·legalitats perpetrades pel baró penedesenc i els seus fidels havia estat, precisament, violar els privilegis de franquesa que el comte havia atorgat a certes comunitats pobletanes; en la sentència de 1052, aquest fet s'hi tracta en primer lloc i amb minuciositat; ara bé, en aquest moment, Mir Geribert encara era prou fort com per desafiar l'autoritat comtal i, per altra banda, el poder de Ramon Berenguer I no era del tot segur: la pitjor crisi de la institució comtal havia de venir encara el 1056, arran de l'excomunió de Ramon Berenguer I pel seu matrimoni irregular amb Almodis; per això doncs, la sentència de 1052 tingué un valor merament simbòlic, i Mir Geribert va poder permetre's d'ignorar-la. El 1059, però, vençut i abandonat pels seus antics seguidors, que el 1058 havien decidit de reintegrar-se al seguici comtal, per poder guanyar glòria i botí en la guerra contra Saragossa, Mir Geribert va haver d'acatar la nova sentència dictada contra ell pels tribunals de Ramon Berenguer I; aquesta vegada, a diferència del que s'havia esdevingut set anys abans, la conculcació dels privilegis de franquesa atorgats pel comte a les comunitats pageses s'hi tractà només de passada, i s'hi dona una solució merament formal: Mir Geribert reconeix l'autoritat del comte en els territoris lliures, però les senyories banals, imposades il·legalment en el transcurs de la revolta nobiliar, no són pas desmantellades; un cop dominada l'aristocràcia, el comte ja no necessita, com el 1052, intentar atraure's la pagesia per consolidar el seu poder i pot, doncs, establir les bases del nou ordre social feudal: mentre la noblesa se li mantingui fidel i no qüestioni la seva autoritat, el comte permet als barons d'oprimir la pagesia amb la senyoria banal.
Així doncs, la fi de les revoltes i el retorn a la pau, iniciat el 1060, no va significar per als pagesos recuperar les seves condicions de llibertat vigents fins a 1020, sinó consolidar la seva opressió pels barons feudals.

## Ramon Berenguer I i els altres comtes catalans
Després de la revolució feudal de 1020-1060, com que Ramon Berenguer I fou l'únic comte capaç d'imposar-se del tot als clans nobiliaris dels seus dominis, la supremacia del Casal barceloní respecte de les altres nissagues comtals catalanes va accentuar-se; a partir de 1060, ço és, després de la fi de la revolta dels barons, Ramon Berenguer I rebé homenatge i jurament de fidelitat dels comtes de Besalú, Cerdanya, Empúries i Rosselló, a més els comtes d'Urgell continuaren la política de fidelitat a Barcelona, iniciada per l'homenatge d'Ermengol II a Berenguer Ramon I, retut el 1018 i el 1026.
Tot i així, aquests homenatges no van significar pas l'extensió de l'autoritat del comte de Barcelona per igual a tots els comtats catalans. En primer lloc, la feudalització havia permés a molts clans aristocràtics, com ara els Castellbò i els Cabrera a Urgell o la casa vescomtal de Cerdanya, actuar al marge dels poders comtals, per la qual cosa, el vassallatge del comte envers Ramon Berenguer I no vinculava pas aquelles zones del comtat on el poder efectiu havia passat als barons; per altra banda, quan, per exemple, Ponç I d'Empúries va jurar fidelitat a Ramon Berenguer I, això no va implicar pas establir el comtat d'Empúries com a bé concedit en feu per Ramon Berenguer I a Ponç I; la fidelitat jurada només concernia el comte d'Empúries en les seves aliances exteriors, de no ser mai enemic de Ramon Berenguer I. En conseqüència, al comtat d'Empúries el representant de l'autoritat màxima, en la mesura que els clans aristocràtics locals no s'haguessin constituït en poder propi, era el comte Ponç I, l'acord del qual amb Ramon Berenguer I era de tipus personal i no tenia per què afectar els seus possibles successors; per això, ací el principat feudal bastit per Ramon Berenguer I a partir de 1060, cal considerar-lo barceloní i no pas català.
Durant la segona meitat del segle xi, un altre fet va subratllar el poder del Casal de Barcelona dins dels comtats catalans: en tota la xarxa de dependències entre els clans aristocràtics del país, el comte de Barcelona no resultava ser mai vassall de ningú i, a més, podia estendre la seva àrea d'influència fora dels seus dominis patrimonials; així, Hug Dalmau, fill dels vescomtes de Berga, va jurar fidelitat a Ramon Berenguer I, sostraient-se al poder del seu senyor natural el comte Ramon Guifré de Cerdanya, en canvi, a causa de la solidesa dels vincles feudals que Ramon Berenguer I va crear a Barcelona, Girona i Osona, no resultava possible a un baró dels seus dominis jurar fidelitat a un altre comte abandonant la fidelitat deguda a Ramon Berenguer I; malgrat la paradoxa, doncs, la feudalització va posar les condicions que Ramon Berenguer I va poder aprofitar per enfortir el seu domini: en cas d'haver-se mantingut el sistema de potestas vigent fins a 1020, Hug Dalmau no hauria pogut trencar amb el comte de Cerdanya per pactar amb el comte de Barcelona, ja que això hauria significat conculcar la noció d'autoritat pública.

## Les bases ideològiques del nou poder comtal
Per legitimar ideològicament el poder principesc que, a partir de 1060, amb l'estreta col·laboració de la seva muller Almodis de la Marca, Ramon Berenguer I va bastir al conjunt de Barcelona, Girona i Osona, no es va recórrer als antics conceptes de potestas i de legalitat, esdevinguts obsolets arran del procés revolucionari iniciat el 1020, sinó que, el nou poder comtal va basar-se en les relacions de dependència feudal introduïdes pels barons entre 1030 i 1040, destruint l'antiga potestas; per això, Ramon Berenguer I i Almodis es defineixen no pas com a personae publicae, sinó com a seniores; el seu poder no derivava pas de la idea del comte i la comtessa com a rectores, ço és garants de la llei, sinó de la seva força per imposar, després de la derrota de Mir Geribert, juraments de fidelitat a tots els barons posseïdors de fortaleses, vescomtes, bisbes, abats o, fins i tot, simples castlans; llavors, a Barcelona, Girona i Osona, el poder s'estructurà en una piràmide de relacions de dependència personal al cim de la qual s'hi situa el comte qui, mitjançant juraments de fidelitat i homenatges recollits en convenientiae, pot fer-se obeir per tots els membres de l'aristocràcia dirigent. D'aquesta manera, Ramon Berenguer I va poder dur a terme el projecte polític concebut el 1041, en assumir el govern: abandonar les velles idees de potestas i autoritat pública, per les quals lluitava Ermessenda de Carcassona, enemistada sovint amb el jove comte, i basar el poder comtal en un ús favorable als seus interessos de les noves pràctiques feudals, basades en els pactes i els juraments, establerts en convenientiae soscrites per cadascun dels barons i el comte.

## L'organització del poder comtal

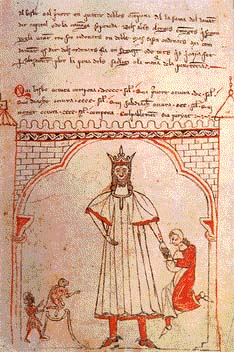
Usatici Barchinonae (Usatges de Barcelona
Manuscrit del - que representa al comte Ramon Berenguer I rebent l'homenatge d'un vassall, acte que s'expressa amb les mans entrellaçades.
(Biblioteca del Monasterio de San Lorenzao del Escorial, Ms. Z-III-14 f.23v)

Ramon Berenguer I i Almodis organitzaren el govern dels seus comtats de Barcelona, Girona i Osona no pas per mitjà de funcionaris públics, delegats de la potestas, sinó amb el concurs de persones obligades envers el comte i la comtessa per juraments de fidelitat i d'homenatge.
A nivell central, comptaren amb l'assistència de la cúria comtal, un òrgan merament consultiu integrat per tots aquells magnats convocats expressament pel comte i la comtessa, no hi havia ningú dins de la cúria per dret propi; en un àmbit més proper, la parella comtal governava amb l'ajuda del consell privat, constituït per nobles, però de llinatges no gaire poderosos, gent que ho devia tot al comte, qui podia, doncs, imposar-los la prestació d'un homenatge sòlid i, així, Ramon Berenguer I i Almodis evitaren una preponderància excessiva dels grans magnats.
A part d'aquests dos òrgans col·lectius, hi havia tres càrrecs que auxiliaven directament el comte: el senescal, el jutge de palau i el veguer de Barcelona.
En un principi, el càrrec de senescal no passava de ser el d'una mena d'intendent dels oficis domèstics de la casa del comte; tanmateix, quan, el 1040, Ermessenda va nomenar senescal un dels seus homes de confiança, Amat Elderich d'Orís, aquest càrrec va passar a adquirir importants atribucions militars: dirigir la host en absència del comte; o polítiques, de presidir la cúria per delegació comtal. Per això, sent com era el senescal algú amb un gran poder a la cort, Ramon Berenguer I va decidir sostreure el càrrec als Orís, un llinatge massa puixant, que hauria pogut arribar a qüestionar el poder comtal, com en el passat ho havia fet Mir Geribert, i, el 1068, nomenà senescal Guillem Ramon I de Montcada, membre d'una família noble, però modesta, del Vallès, la qual, si en el futur, va arribar a ser una de les primeres de Catalunya, fou gràcies a haver exercit el càrrec de senescal durant gairebé tot el segle xii.
Ramon Berenguer I nomenà jutge de palau Guillem March, fill del jutge Ponç Bonfill March; la seva funció no era pas intervenir en plets, a causa de la descomposició del sistema judicial, sinó que assessora la parella comtal en qüestions jurídiques, auxiliat per un grup de legislatores, els quals redactaren gran part de les lleis que el comte i la comtessa promulgaren a partir de 1060, per regular les noves relacions feudals.
El veguer de Barcelona assegurava, dins d'aquest comtat, el compliment dels pactes establerts a les convenientiae sobre el control de fortaleses requerint al baró el compliment dels seus deures envers el comte o, simplement, vigilant que fos fidel; de fet, es tractava només d'un dels molts agents que, a nivell local, vetllaven pels interessos del comte, dits en un principi nuncis, i, el 1096, veguers. Tanmateix, a causa de la importància d'exercir la seva jurisdicció a la capital del domini, el veguer de Barcelona passà a ser una peça clau del govern, com també ho foren els batlles, encarregats de percebre els drets corresponents al comte als castells, pobles, viles i ciutats.

## Apoderador d'Espanya

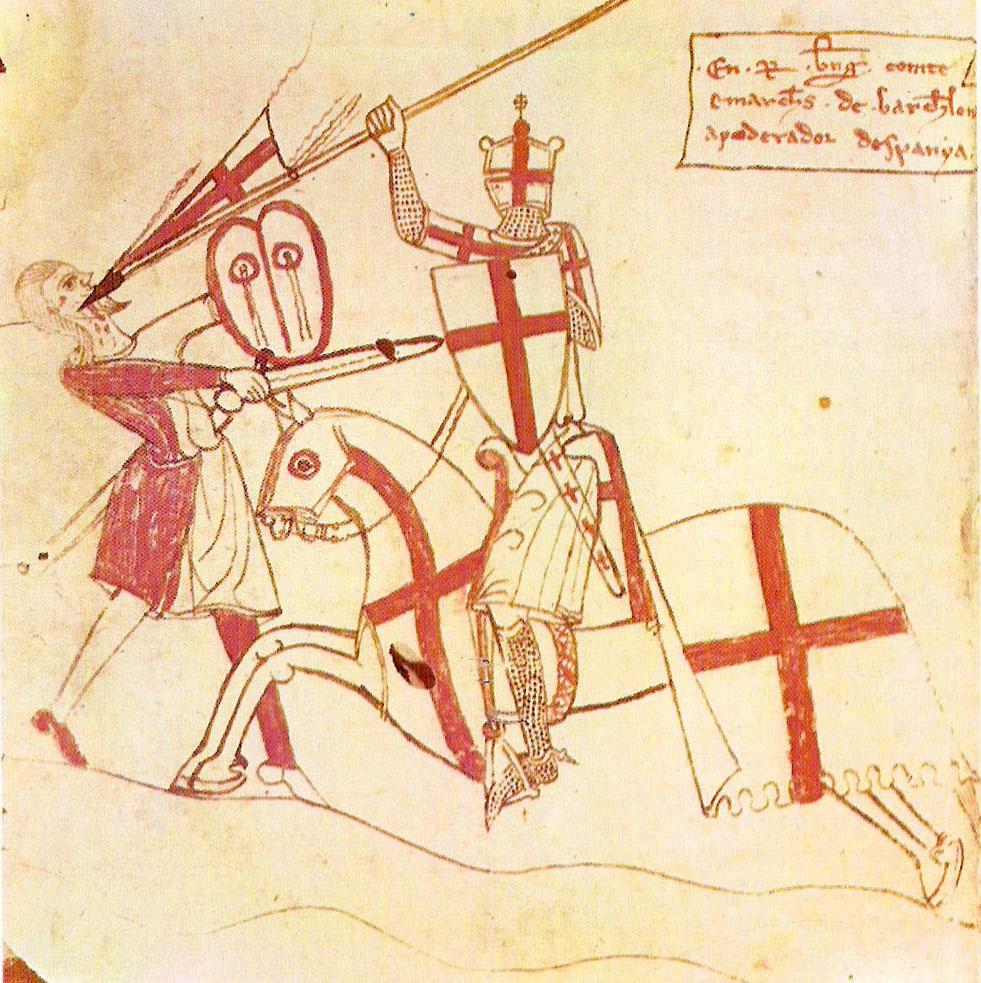
«En · R(amon) · B(ere)ng(uer) · comte · e march(e)s · de · Barch(e)lona · apoderador despanya»
Ramon Berenguer el Vell (v.1023-1076), fou titulat «Apoderador d'Espanya» (Ispanie subjugator). En aquesta còpia del - se'l representa portant en l'escut, sobrevesta, elm, penó, gualdrapes i beina de l'espasa, l'emblema de la Creu de Sant Jordi.
(Biblioteca del Monasterio de San Lorenzo del Escorial, Ms. Z-III-14; f.6)

A Barcelona, Girona i Osona, la victòria del poder comtal enfront dels clans aristocràtics fou possible, en gran part, gràcies als recursos econòmics de Ramon Berenguer I, els quals procedien no pas de les fonts tradicionals -el control de la terra fiscal i dels impostos-, que havien quedat en gran part usurpats pels nobles rebels, sinó que provenien dels tributs en or pagats al comte de Barcelona pels reietons dels països àrabs veïns: Làrida, Turtuixa i Saraqusta.
Ja des del mateix moment de l'inici de la crisi del Califat de Còrdova, i la seva posterior disgregació en regnes de taifes, els grups de poder dels comtats catalans es proposaren d'aprofitar-se de la feblesa política d'al-Àndalus, després de la caiguda de l'estat omeia, i així s'organitzaren diverses expedicions amb el propòsit de treure'n riquesa i botí, la més destacada de les quals fou la dirigida el 1010 pel comte Ramon Borrell contra Còrdova.
Tanmateix, el pagament de tributs pels reis de taifes als comtes va ser una cosa discontínua i aleatòria fins que Ramon Berenguer I va imposar un pagament fix a Làrida el 1046, a Turtuixa el 1052 i a Saraqusta el 1058, fet que li valgué que en els Usatges de Barcelona se l'anomeni «Apoderador d'Espanya», en referència a la Hispania cristiana, romana i visigoda anterior a la invasió dels musulmans, de la qual Ramon Berenguer se'n consideraba apoderat i representant, de la mateixa manera que feren els seus homòlegs dels regnes cristians de la península units en l'empresa de la reconquesta. També se'l definí com a «Defensor i mur del poble cristià» (Europa).

## L'adquisició dels comtats de Carcassona i Rasès
A part de per imposar-se dins dels seus dominis o per resoldre conflictes amb altres poders, com ara el 1072, posant fi a les pretensions d'Ermengol IV d'Urgell sobre els castells de Pilçà, Purroi i Casserres, a la Baixa Ribagorça, comprant-li'n els drets, al comte de Barcelona, els recursos econòmics de l'or musulmà li servien també per expandir territorialment el seu poder; així, Ramon Berenguer I i Almodis adquiriren els comtats de Carcassona i Rasès, amb la intenció de constituir un domini per al seu fill Ramon Berenguer dit Cap d'Estopes –aleshores, l'hereu de Barcelona no era ell, sinó el primogènit Pere Ramon-. Aquest propòsit reeixí perquè, en unes llargues i complexes negociacions realitzades entre 1067 i 1070, els comtes de Barcelona compraren, amb or, els drets de tots els altres possibles hereus del comte Ramon II de Rasès, mort el 1065 sense descendència ni col·laterals.
Ramon Berenguer I i Almodis orientaren els seus propòsits expansionistes cap a Carcassona i Rasès, tot i les dificultats de l'operació, perquè no sent possible eixamplar els seus dominis a costa de l'islam, sense perdre les paries pagades per Lleida, Saragossa i Tortosa, per als comtes de Barcelona l'única via d'expansió possible eren les terres d'Occitània.

## Títols i successors

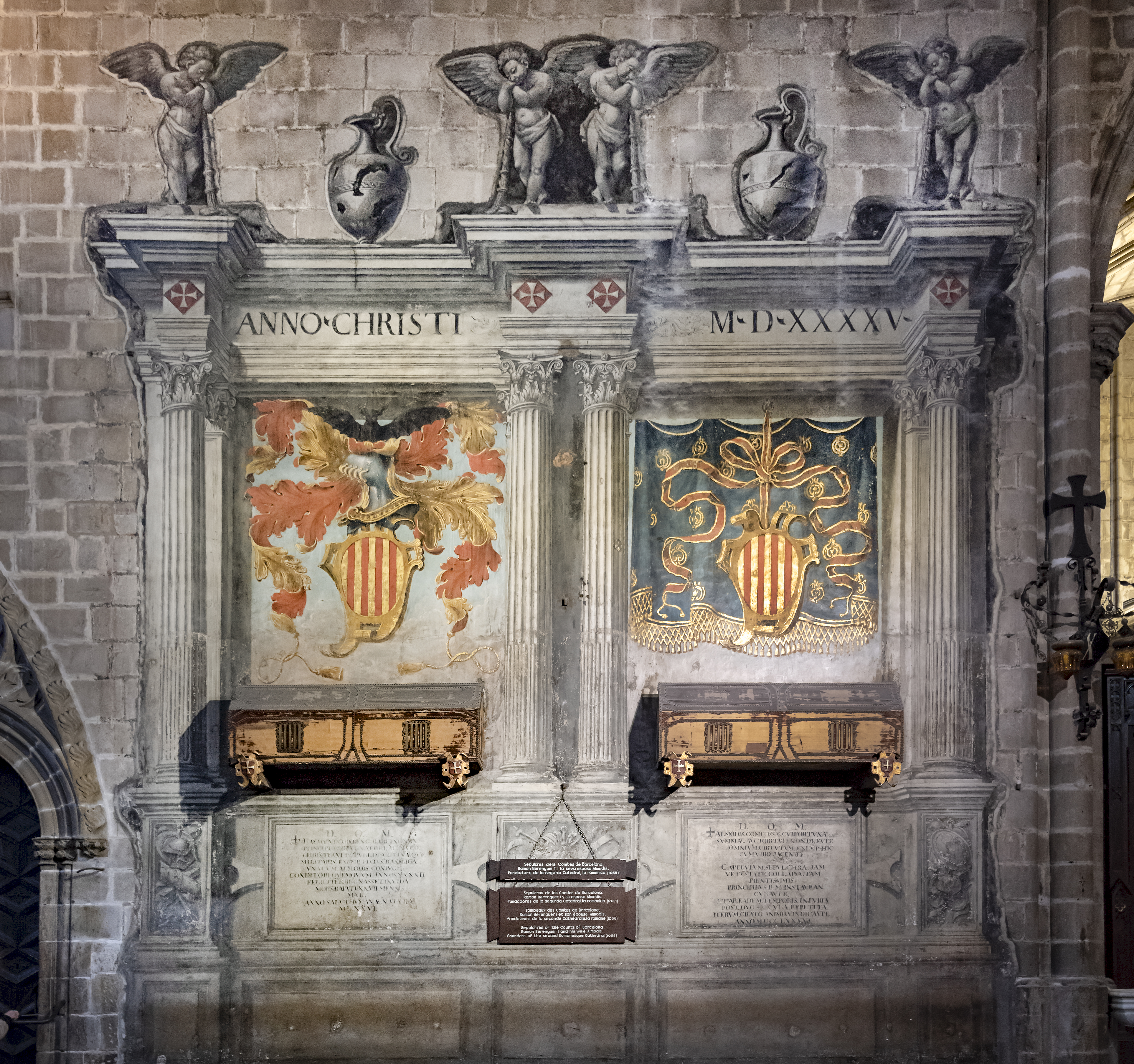
Sepulcre de Ramon Berenguer I i la seva muller Almodis a la Catedral de Barcelona

A Barcelona - Girona - Osona, el poder principesc del comte, instituït després de la victòria sobre els barons feudals, va entrar en crisi per la manera com Ramon Berenguer I de Barcelona va disposar la seva successió.
La línia dinàstica del Casal de Barcelona s'havia alterat el 1071 arran de l'assassinat d'Almodis pel primogènit Pere Ramon, fill de l'anterior matrimoni de Ramon Berenguer I amb Elisabet de Nimes. Com explica Santiago Sobrequés a Els grans comtes de Barcelona dins de la nissaga barcelonina, la comtessa actuà sempre amb preponderància, tal com ho mostren certs detalls, com ara la redacció, en temps d'Almodis dels documents de la cort sempre per duplicat, amb un exemplar per al comte i un altre per a la comtessa; a més, en els papers oficials, Almodis s'hi feia esmentar sempre, ignorant sovint el primogènit.
Pere Ramon, l'hereu dels comtats, degué considerar sempre una cosa anormal aquest protagonisme d'Almodis de la Marca, que, per exemple, la comtessa Ermessenda de Carcassona mai no havia pretés en vida del seu marit, el comte Ramon Borrell. Segurament, l'odi del primogènit cap a la comtessa s'exacerbà després de veure com la complexa, i laboriosa, adquisició dels comtats de Carcassona i Rasès s'havia fet amb l'únic propòsit, de constituir un domini propi per a Ramon Berenguer Cap d'Estopes, fill d'Almodis de la Marca. Pere Ramon assassinà la comtessa d'una manera gens premeditada, potser amb les seves pròpies mans; arran del seu crim, el primogènit fou desposseït dels drets successoris, i el 1072-73, el papa Gregori VII va condemnar-lo a l'exili i a redimir-se lluitant contra els infidels, en combat contra els quals, l'ex-hereu de Barcelona va morir a al-Àndalus.
Després de tot aquest fet Ramon Berenguer I va prendre la decisió de deixar els seus dominis en cogovern als seus dos fills, haguts d'Almodis de la Marca, Ramon Berenguer II dit Cap d'Estopes i Berenguer Ramon II el Fratricida, els quals eren o bessons o tenien poca diferència d'edat. Conjuntament havien de regir Barcelona, Girona i Osona en absolut condomini i plena igualtat de tal manera que, segons s'havia establert, si algú jurava fidelitat a un dels dos comtes de Barcelona, n'havia de jurar també a l'altre.
Les posteriors dissensions entre els dos germans afebliren el poder comtal; a més, el cogovern anunciava una futura divisió del domini barceloní, inevitable si tots dos comtes haguessin tingut descendència.
Un retrat seu forma part de la Galeria de Catalans Il·lustres de l'Ajuntament de Barcelona.
| Ramon Berenguer I Casal de Barcelona Naixement: v. 1023 Mort: 1076                             | | |
| Títols                                                                                         | | |
| Precedit per: Berenguer Ramon I de Barcelona "el Corbat" (pare)                                | Comte de Barcelona (Llista de comtes de Barcelona) - Principatus - Comtat de Barcelona, Comtat de Girona, Comtat d'Osona, Comtat de Manresa (1035–1076) amb la seva muller Almodis de la Marca (1052-1076) | Succeït per: Ramon Berenguer II de Barcelona "el Cap d'Estopes" i Berenguer Ramon II de Barcelona "el Fratricida" (fills) |
| Precedit per: Guillem I d'Osona (germà)                                                        | Comte de Barcelona (Llista de comtes de Barcelona) - Principatus - Comtat de Barcelona, Comtat de Girona, Comtat d'Osona, Comtat de Manresa (1035–1076) amb la seva muller Almodis de la Marca (1052-1076) | Succeït per: Ramon Berenguer II de Barcelona "el Cap d'Estopes" i Berenguer Ramon II de Barcelona "el Fratricida" (fills) |
| Precedit per: Ramon II de Carcassona (El 1069 Ramon Berenguer I de Barcelona compra els drets) | Comte de Carcassona Comtat de Carcassona, Comtat de Rasès, Vescomtat de Besiers, Vescomtat d'Agde (1069–1076)                                                                                              | Succeït per: Ramon Berenguer II de Barcelona "el Cap d'Estopes" i Berenguer Ramon II de Barcelona "el Fratricida" (fills) |